# Охридская Лествица
Охридская Лествица — среднеболгарская рукопись из собрания Охридского национального музея (№ 92/3).
Предполагается, что она была создана в Охриде. Состоит из 294 листов бумаги, водяные знаки которых датируются примерно 1360 годом. Содержит славянский перевод Лествицы («Лестницы монашеских добродетелей») Иоанна Лествичника. Украшена красной плетёной заставкой и красными инициалами. В приписке XVI века говорится, что в то время она принадлежала «великой церкви Первого Юстиниана».